# スーパー公務員
スーパー公務員（スーパーこうむいん）とは、21世紀型の理想的な公務員像とされる存在の通称。竹中平蔵経済研究所（TRIgger Lab.）とスーパー公務員養成塾実行委員会主催による21世紀型公務員創出プロジェクト「スーパー公務員養成塾」が提唱した。

## スーパー公務員養成塾
「スーパー公務員養成塾」は経済産業省の鈴木英敬（当時産業人材政策室課長補佐）の構想に竹中平蔵が賛同し、若手官僚らが実行委員会を作り、竹中平蔵経済研究所が協力する体制とした。2005年1月〜3月に若手公務員と学生が参加して、東京・大阪で開催、竹中自身が第1回目の講師を務めた。20世紀型の公務員は予算配分と行政指導を行ってきたが、「自ら考え、リスクも取りながら政策を立案する。調整型から立案型への転換が21世紀に求められる公務員像ではないか」というのが鈴木の問題意識であったという。
なお、第2期（2005年9月〜2006年2月）は「ソーシャルアクションスクール」と改称し、公務員・学生の他、民間企業からも参加し、東京・大阪・松山・札幌(代表は松村康弘)で開催された。第3期（2007年9月〜12月、全国8か所）、第4期（2008年9月〜2009年2月）、第5期（2009年9月〜2010年2月）と開催されている。

## 人物
- 鈴木英敬（経済産業省職員、三重県知事）
- 木村俊昭（小樽市、内閣府・内閣官房、農林水産省企画官、東京農業大学教授）
小樽市役所職員であった木村は、ガラス工房を誘致しガラスの街としてのブランド化を進めるなど、まちづくりの実績を上げていた。2006年から5年間、内閣府、農林水産省などに出向し、地域活性化の政策立案に関わった。休日は各地で講演や現地アドバイス活動を行うほか、北陸先端科学技術大学院大学、早稲田大学大学院、東京農工大学、小樽商科大学ほかの非常勤講師などを務めた。こうした活動がマスコミにも注目され、スーパー公務員と評された[2]。
- 高野誠鮮（羽咋市職員）
羽咋市のコスモアイル羽咋（宇宙科学博物館）の開設に関わったほか、同市神子原（みこはら）地区の棚田で作られるコシヒカリを「神子原米」としてブランド化した取組みで知られる[3]。
- 寺本英仁（島根県邑南町職員）
島根県邑南町の役場職員である寺本は、2004年の市町村合併時（邑南町は、旧石見町、旧瑞穂町、旧羽須美村が合併して誕生）に町内の道の駅を担当した後、2005年には行政が運営する地域の情報ポータルサイト＆特産品ネットショップ「みずほスタイル」を立ち上げ、2008年には全国公募型の田舎の逸品おとりよせコンテスト「Oh!セレクション」を口コミポータルサイト「おとりよせネット」と実施するなど様々な地域振興策を行う。2011年から邑南町の「A級グルメのまちづくり」の構想と実行に携わっている。同年にその核となる町営のイタリアンレストラン「素材香房ajikura」（現在は民営「里山イタリアンAJIKURA」）を、2018年には「里山のからだにやさしい発酵レストラン香夢里」を立ち上げ、地域おこし協力隊を耕すシェフとして招き、研修後の起業を支援するなど、その活動は多岐にわたり、全国から視察者が絶えない。寺本、邑南町の取り組みは、現在マスコミからも注目されている[4]。これらのまちづくりの経緯を自身の著書『ビレッジプライド 「0円起業」の町をつくった公務員の物語』に綴っている。同本は、尾崎行雄記念財団（東京都）「咢堂（がくどう）ブックオブザイヤー2018」において地方部門大賞を受賞。また、食生活ジャーナリストの会が開催する第3回「食生活ジャーナリスト大賞」（2018年度）「食文化」部門において大賞を受賞。2019年5月より「にっぽんA級（永久）グルメ連合アドバイザー」に就任。2020年には、「地方公務員が本当にすごい！と思う地方公務員アワード2020」[5]において、『地方公務員が本当にすごい！と思う地方公務員2020賞』、『特別協賛社賞－「電通CP塾賞」』を受賞。同年、一般社団法人at Will Work主催の『これからの日本をつくる100の“働く”をみつけよう「Work Story Award 2020」』」[6]においてイノベーション部門賞を受賞。また、藻谷浩介と共著の『東京脱出論』を出版[7]。